# Godfrey Copley
Pour les articles homonymes, voir Copley.
Sir Godfrey Copley (vers 1653 – 9 avril 1709), 2e baronnet, est un anglais propriétaire terrien aisé, collectionneur d'art et figure publique, qui vivait à Sprotbrough, une paroisse de Doncaster dans le sud du Yorkshire.

## Biographie
Copley était le fils de Sir Godfrey Copley (1623-1677), qui avait été fait baronnet par le roi Charles II en 1661; il a succédé au titre de son père en 1678. Il a été élu membre de la Royal Society en 1691. Il a été Membre du Parlement pour Aldborough de 1679 à 1685 et pour Thirsk de 1695 à 1709; il a été commissaire aux comptes publics et contrôleur des comptes de l'armée.
Il est actuellement connu pour un legs à la Royal Society de Londres en 1709, afin de créer une récompense annuelle, la Médaille Copley, le premier prix scientifique pour promouvoir la science. C'est le plus ancien prix scientifique britannique, un prestigieux prédécesseur du Prix Nobel, "confié à la Royal Society de Londres pour améliorer le savoir naturel."